# Ain Laloui
Ain Laloui (em árabe: عين العلوى) é uma cidade e comuna localizada na província de Bouira, Argélia. Segundo o censo de 2008, a população total da cidade era de 6 838 habitantes.